# Браун (окръг, Южна Дакота)
Вижте пояснителната страница за други значения на Браун.
Окръг Браун (на английски: Brown County) е окръг в щата Южна Дакота, Съединени американски щати. Площта му е km², а населението - 35 460 души (2000). Административен център е град bus area total sq mi =1731.